# Appellation d'Origine Contrôlée

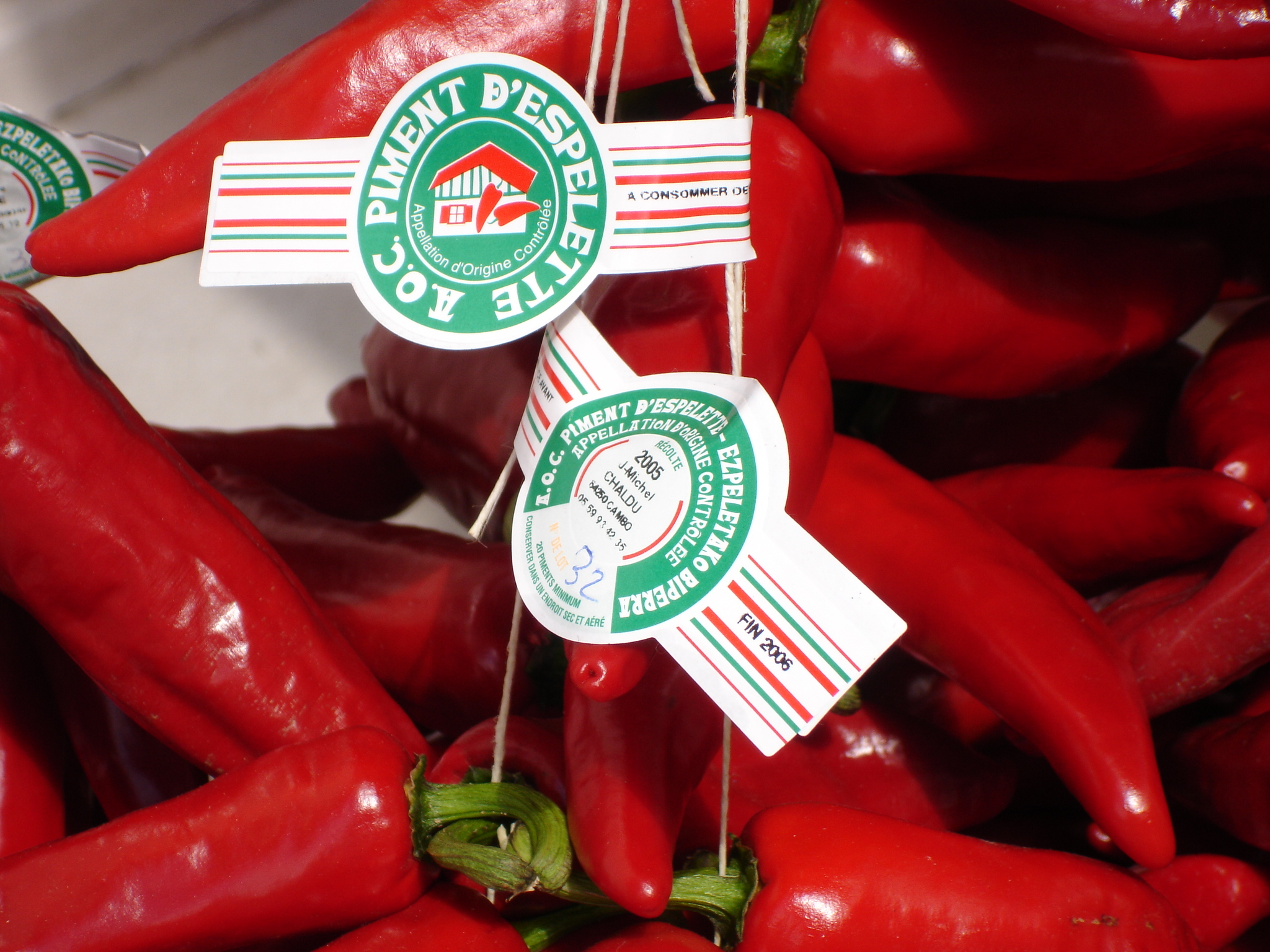
Pepers met een AOC uit Espelette.

Appellation d'origine Contrôlée (vaak afgekort tot AOC of soms tot AC) is sinds 1919 een Franse kwaliteitscontrole op landbouwproducten. Sinds 1992 is daar het Europese Appellation d'Origine Protégée (AOP) bij gekomen. Een AOP is een vorm van een beschermde oorsprongsbenaming.
Ook Zwitserland kent een gelijknamige kwaliteitscontrole.
Deze producten moeten voldoen aan de productievoorwaarden die zijn vastgesteld door het INAO. Deze bepalingen zijn zeer streng, en gelden voor een aantal producten, zoals wijn, kaas, olijfolie, olijven, honing en noten.

## Wijn
Voor wijnen hebben de eisen betrekking op het productiegebied, aantal aangeplante wijnstokken, minimum alcoholgehalte, maximum opbrengst, verbouwingsmethode, snoeien, wijnbereiding en etiket. Alle wijnen die in aanmerking komen voor de AOC-benoeming worden onderworpen aan een analyse en een degustatie. Het spreekt vanzelf dat alle AOC-wijnen worden geproduceerd binnen een vastgelegd geografisch gebied.
Het systeem werd in de jaren vanaf 1923 ontwikkeld door de jurist en wijnproducent baron Le Roy de Boiseaumarié voor de regio Châteauneuf-du-Pape. Hij realiseerde zich dat er regels nodig waren om te voorkomen dat de reputatie van de kwaliteitsdomeinen zou worden besmeurd door vervalsingen of inferieure blends. Ook zag hij in dat er meer nodig was dan alleen een geografische aanduiding en ontwierp daarom een specificatie die bestond uit aspecten als de druivensoorten waarvan de wijn gemaakt mag worden, bodemtypes, rendement, minimale rijpheid van de druiven en kelderpraktijken (zoals het al dan niet gebruiken van hout om de wijn op te laten gisten en/of rijpen). In 1935 werd het Comité National des Appellations d'Origine opgericht (later: INAO) om vergelijkbare richtlijnen op te stellen voor andere wijnstreken en controle op de handhaving ervan te organiseren.

### Etikettering
Verplichte gegevens op het etiket:
1. Naam van de appellation d'origine.
2. De vermelding van "Appellation d'Origine Contrôlée" of "Appellation Contrôlée" met daartussen de naam van de appellation, bijvoorbeeld: "Appellation Alsace Contrôlée".  (Enige uitzondering is de Champagne; deze vermelding moet niet op het etiket.)
3. Naam, firmanaam en adres van de bottelaar.
4. De netto-inhoud (bijvoorbeeld: "75 cl").
5. Vermelding van het alcoholgehalte in % (bijvoorbeeld: "12,5%").
6. De vermelding "France", "Produit de France" of "Produce of France" is verplicht voor de export.
7. Lotnummer.
8. "Bevat sulfiet".
9. "Alcohol is gevaarlijk voor zwangere vrouwen".

Facultatieve gegevens:
1. Naam en adres van de voor de oogst verantwoordelijke eigenaar(s).
2. De naam van het bedrijf: Cave Coopérative, Domaine, Clos, Château, ...
3. De vermelding of de wijn gebotteld is door de vereniging wijnbouwers (cave coopérative) of door het eigen bedrijf (Domaine, Château, in het productiegebied ...).
4. Aanvullende gegevens zoals het wijnjaar, gegevens over de kwaliteit, ...

## Kaas

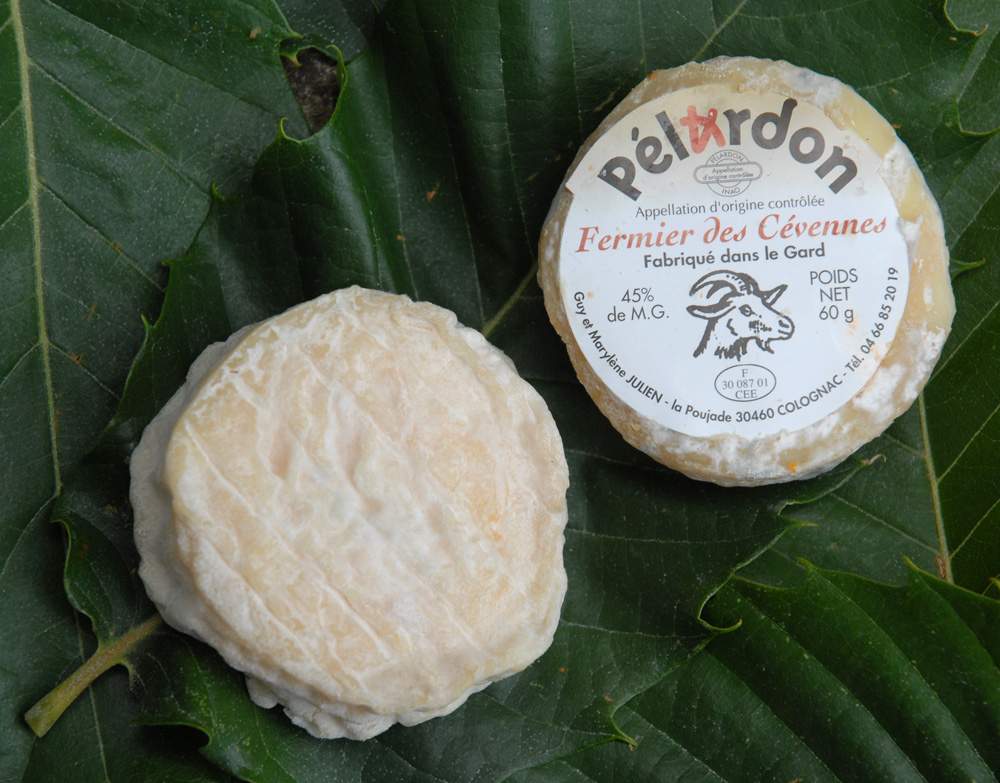
Pélardon des Cévennes (AOC).

Voor kazen hebben de eisen van het INAO met name te maken met:
- het gebied waar de kaas geproduceerd wordt,
- het gebied waar het vee waarvan de melk gebruikt wordt moet verblijven,
- het voedsel van het vee,
- het type melk dat voor productie gebruikt wordt (koe, schaap, geit),
- de productiewijze van de kaas,
- de rijpingswijze en rijpingsperiode,
- de kwaliteitscontrole.

Bij elke geproduceerde kaas moet aangegeven worden:
1. Naam van de appellation d'origine, bijvoorbeeld "Appellation d'Origine Bleu d'Auvergne".
2. Naam, firmanaam en adres van de producent.
3. De vermelding "France", "Produit de France" of "Produce of France" in geval van export.
4. Code voor de productiepartij.